# 三乙基硼烷
三乙基硼烷（triethylborane、TEB）是一种有机硼烷。三乙基硼烷是一种无色可自燃液体，可溶于四氢呋喃和己烷。

## 制备与结构
三乙基硼烷可由硼酸三甲酯与三乙基铝反应制备：
Et3Al + (MeO)3B → Et3B + (MeO)3Al
三乙基硼烷为单体，与易形成二聚体的硼烷与三乙基铝不同。 硼原子与成键的三个碳原子共面。

## 应用

### 喷气式发动机
SR-71侦察机及其前身A-12侦察机装备的普莱特-惠特尼J58发动机需要使用三乙基硼烷点燃JP-7燃料。J58发动机在启动和使用加力燃烧室时都需要三乙基硼烷。

### 火箭
土星五号的F-1火箭发动机使用三乙基硼烷与三乙基铝的混合物进行点火。
SpaceX的猎鹰9号火箭也使用了三乙基铝与三乙基硼烷混合物作为第一级与第二级发动机的点火装置燃料。

### 有机化学
三乙基硼烷在工业上可用于自由基反应的引发剂。 三乙基硼烷可取代一些有机锡化合物作为引发剂。

## 安全
三乙基硼烷易于空气中自燃，产生硼化合物特有的绿色火焰。因此三乙基硼烷必须在氮气氛或氩气氛中保存处理。

## 脚注
1. 1 2 3  Robert J. Brotherton, C. Joseph Weber, Clarence R. Guibert, John L. Little "Boron Compounds" in Ullmann's Encyclopedia of Industrial Chemistry 2000, Wiley-VCH. doi:10.1002/14356007.a04_309
2. ↑  . March Field Air Museum.   [2009-05-05]. （原始内容存档于2000-03-04）.
3. ↑  . www.sr-71.org.   [2011-01-26]. （原始内容存档于2011-02-02）.
4. ↑  A. Young. . Springer. 2008: 86. ISBN 0-387-09629-9.
5. ↑  Stephen Clark. . 2010-06-06  [2017-06-20]. （原始内容存档于2015-11-14）. The flanges will link the rocket with ground storage tanks containing liquid oxygen, kerosene fuel, helium, gaseous nitrogen and the first stage ignitor source called triethylaluminum-triethylborane, better known as TEA-TEB.